# アオイコーポレーション
株式会社アオイコーポレーションは、愛知県名古屋市名東区に本拠地を構える日本の芸能事務所。東京都港区にもオフィスがある。
代表取締役社長は、かつてジャニーズ事務所に所属していた歌手の葵テルヨシ（現・葵てるよし）。関連会社には「（株）NEXT」等がある。また、以前は関連会社に「（株）アオイダイニング」、2022年7月31日までは「（株）ジョイナス エンターテインメント」、傘下に「パイプライン」や「ダックスフンド」という芸能事務所も存在した。
2025年6月27日、KeyHolderが全株を取得し同社の資本傘下となる。

## 所属タレント
2025年1月時点。
Actor
- 玉木宏
- 渡辺邦斗
- 片岡久道
- 川口貴弘
- 林カラス

Actress
- 高岡早紀
- 黒田こらん
- 糸瀬七葉
- 永井理子
- 冨谷実卯

Song Writer
- うちだまさのり
- Lcimer
- UnpRayable

## 過去に所属していたタレント
- 美木良介
- 風間トオル
- 細川茂樹
- おりも政夫
- 松尾光次
- 大東めぐみ
- 加藤麻里
- 永江祐貴
- 藤井ゆきよ → 青二プロダクションに移籍
- 松本伊代 （営業預かり）
- 武田久美子 （営業預かり）
- 森みゆき （営業預かり）
- 西崎みどり （営業預かり） ⇒ 西崎緑
- 豊岡豊
- 今野麻美 →  ジョイナス エンターテインメントに移籍
- 三代目 中村扇雀
- 中村虎之介
- 日記
- 萩原悠
- 森下大地
- 美音
- こもりやさくら